# Уайт, Николас Джон
Сэр Николас Джон Уайт (Nicholas John White; род. 13 марта 1951) — британский учёный-медик, специалист по патофизиологии и лечению малярии.
Член Лондонского королевского общества (2006) и АМН Великобритании, иностранный член Национальной медицинской академии США (2017). Доктор наук (D.Sc.) и доктор медицины (M.D.), профессор Mahidol University в Таиланде и Оксфордского университета, а также фелло Wellcome Trust. Рыцарь с 2017 года.

## Биография
В 1968—1974 гг. обучался в медицинской школе Guy's Hospital. Трудовую деятельность начал в 1974 году в Непале. Затем вновь в Guy's Hospital — домашний врач и хирург (1974—1975). С 1976 по 1983 год работал на различных должностях в Лондоне и Оксфорде, одновременно с 1980 года лектор Mahidol University в Таиланде. В 1984/85 гг. старший фелло в Вашингтонском университете в Сиэтле. С 1985 года старший лектор Оксфорда и Mahidol University. В 1986—1996 гг. именной (Wellcome Trust) Университетский лектор Оксфорда. В 1991—1998 годах также числился в Cho Quan Hospital (Хошимин, Вьетнам). С 1991 года главный фелло Wellcome Trust. С 1995 года профессор Mahidol University и с 1996 года — Оксфорда, а также с 2006 года фелло Сент-Джонс колледжа последнего. Возглавляет научно-консультативный комитет Drugs for Neglected Diseases Initiative, до 2016 года являлся председателем совета WorldWide Antimalarial Resistance Network (WWARN). С 1986 года почётный врач-консультант John Radcliffe Hospital в Оксфорде. Проживает и работает в Таиланде с 1980 года. Фелло Королевской коллегии врачей и British Pharmacological Society.
Автор более тысячи рецензированных научных публикаций.
Награды и отличия
Рыцарь-Командор ордена Святых Михаила и Георгия, Офицер ордена Британской империи.
- GlaxoSmithKline Prize[англ.] Лондонского королевского общества (2005)
- Canada Gairdner Global Health Award[англ.] (2010)
- Prince Mahidol Award[англ.], Таиланд (2010)
- Manson Medal[англ.] (2010)